# Льодозакладка
Льодозакладка (рос. льдозакладка, англ. ice stowing, нім. Eisversatz m) — різновид закладки виробленого простору — заповнення підземного виробленого простору льодом. Здійснюється на шахтах в районах, де т-ра повітря нижча -10 °С тримається не менше 100 днів. Вперше застосована в 1946-47 рр. Л. — один з способів підтримки виробленого простору, що використовується на золотодобувних підприємствах. Розрізняють пошарову, блокову, змішану, льодовмісну Л.
- П о ш а р о в а Л. виконується заливанням води шарами товщиною від 2 до 10 см по всій площі виробленого простору, що закладається.
- Б л о к о в а Л. виконується крижаними блоками, заготовленими на поверхні, розміри яких відповідають зручності їх заготівлі, транспортування і укладання. Блоки укладають шарами по всьому виробленому простору або ділянками і змочують водою; при їх змерзанні утворюється крижаний моноліт.
- З м і ш а н а Л. виконується блоками льоду і засипанням крижаного дріб'язку з подальшим залиттям водою.

Л ь о д о в м і с н а Л. — сухим породним закладенням з наступним заливанням водою. Заморожування води проводиться шляхом подачі у виробки холодного повітря. Підвищення міцності закладочного крижаного масиву досягається шляхом додавання у воду перед заморожуванням меленої деревини (тирси) або деревної пульпи, що дозволяє отримати лід більшої міцності на стиснення в 1,5-2 рази і на розтягнення в 3-4 рази в порівнянні з льодом з чистої води.